# Барбьери, Роберт
Роберт Джулиан Барбьери (англ. Robert Julian Barbieri, родился 5 июня 1984 в Торонто) — канадский и итальянский регбист, игравший на позиции фланкера.

## Карьера

### Клубная
В Канаде выступал за команду «Йомен». В 2003 году перебрался в Италию, где играл за команды «Парма» и «Бенеттон». 21 мая 2014 перешёл в английскую команду «Лестер Тайгерс».

### В сборной
Итальянец по происхождению, Роберт дебютировал за сборную Италии 9 июня 2006 в матче против Японии. В тот же день за сборную Канады в матче против Англии дебютировал его родной брат Майк. Роберт был в заявке на чемпионат мира 2007 года, но из-за травмы в последний момент был исключён из состава. Сыграл на чемпионате мира 2011 года, провёл там один матч 11 сентября против Австралии.

## Достижения
- Чемпион Италии: 2008/2009, 2009/2010 (Бенеттон)
- Победитель Кубка Италии: 2005/2006 (Парма), 2009/2010 (Бенеттон)
- Победитель Суперкубка Италии: 2009 (Бенеттон)